# Phalanta celebensis
Phalanta celebensis är en fjärilsart som beskrevs av Wall 1869. Phalanta celebensis ingår i släktet Phalanta och familjen praktfjärilar. Inga underarter finns listade i Catalogue of Life.